# Crim d'Alcàsser
Es coneix amb el nom de Crim d'Alcàsser o Cas Alcàsser el crim ocorregut la nit del divendres 13 de novembre de 1992 a la localitat valenciana d'Alcàsser, a l'Horta Sud. Tres adolescents de 14 i 15 anys, Míriam, Toñi i Desirée, de la localitat valenciana d'Alcàsser, que es dirigien a una discoteca de la veïna localitat de Picassent, van ser segrestades, violades, torturades i finalment assassinades. Els fets van ocórrer en una muntanya pròxima al pantà de Tous.
La recerca de les adolescents, que es va prolongar durant més de dos mesos, va tenir una forta repercussió en els mitjans de comunicació estatals i locals, que van començar a anomenar-les "les xiquetes d'Alcàsser". La troballa dels cadàvers i el coneixement posterior de les vexacions a què havien sigut sotmeses van provocar una profunda commoció en la societat valenciana. Dos apicultors van trobar els cadàvers en una fossa d'un paratge conegut com La Romana, pròxim a Tous. Es van trobar els cossos el 27 de gener del 1993.
Al lloc dels fets es va trobar un document amb el nom d'un germà d'un dels presumptes assassins, Antonio Anglés Martins, la qual cosa va fer que la Policia anara a sa casa però no va poder trobar-lo, ja que va fugir. Sí que van detenir, però, un còmplice seu, Miquel Ricart, que en tot moment ha defensat la seva innocència declarant que ha estat un «Boc expiatori», que «la veritat del cas Alcàsser no ha eixit», que «el que li van fer a aquelles xiquetes no té perdó de Déu» i que «només vull dir que soc innocent i que tinc la consciència molt tranquil·la».
Les investigacions policials van apuntar que el triple crim va ser comès per dos delinqüents comuns: Antonio Anglés i Miquel Ricart. El primer, considerat el presumpte autor material dels fets, va fugir en el mateix moment en què les forces de seguretat van procedir a la seua localització. Encara que la recerca va ser incessant, Antonio Anglés encara es troba en parador desconegut. D'altra banda, Miquel Ricart va ser detingut, jutjat i condemnat a cent setanta anys de presó en un juí que no ha estat exempt de polèmica. Durant aquest juí es va especular també amb altres possibilitats com que les xiquetes podien haver estat víctimes de grups organitzats o per a realitzar una "snuff movie", la qual cosa per a alguns resulte creïble, però no s'ha pogut demostrar res d'això.
La darrera pista d'Anglés es perd en un vaixell en què suposadament havia embarcat cap a Lisboa, del qual diuen es va llançar quan era prop de les costes d'Irlanda. Des de llavors ningú no va saber res d'ell.
Va ser molt criticat un programa de la periodista Nieves Herrero en el poble la mateixa nit que van trobar els cadàvers, en el qual va aprofitar el dolor recent dels familiars de les víctimes per a traure-ho per televisió.